# ХЖ Инфраструктура
ХЖ Инфраструктура (пун назив на хрватском језику HŽ Infrastruktura d.o.o. za upravljanje, održavanje i izgradnju željezničke infrastrukture) је хрватско државно предузеће основано првенствено ради управљања железничком инфраструктуром. Али и технички преглед вагона, управљање и одржавање железничком инфраструктуром, услуге складиштења.
Хрватске железнице су првобитно подељене 2006. године на ХЖ Инфраструктура, ХЖ Путнички превоз, ХЖ Карго, ХЖ Вуча возова и ХЖ-Холдинг (која је вршила улогу кровне фирме), док је 1. новембра 2012. године подељена на ХЖ Инфраструктура, ХЖ Путнички превоз и ХЖ Карго.